# الجائة (العدين)

تعديل مصدري - تعديل

الجائة محلة تابعة لقرية وادي قديف، التابعة لعزلة الجبلين بمديرية العدين إحدى مديريات محافظة إب في الجمهورية اليمنية، بلغ تعداد سكانها 61 حسب تعداد اليمن لعام 2004.